# Rothschildia cincta
Rothschildia cincta är en fjärilsart som beskrevs av Johann Gottlieb Otto Tepper 1882. Rothschildia cincta ingår i släktet Rothschildia och familjen påfågelsspinnare. Inga underarter finns listade.